# نیکولا فالاسکو
نیکولا فالاسکو (انگلیسی: Nicola Falasco؛ زادهٔ ۵ اکتبر ۱۹۹۳) بازیکن فوتبال اهل ایتالیا است.
از باشگاه‌هایی که در آن بازی کرده‌است می‌توان به باشگاه فوتبال پروجا، باشگاه فوتبال آ.اس. رم، باشگاه فوتبال برشا، باشگاه فوتبال پیستویزه، و باشگاه فوتبال چزنا اشاره کرد.